# Condylactis kerguelensis
Condylactis kerguelensis is een zeeanemonensoort uit de familie Actiniidae. De anemoon komt uit het geslacht Condylactis. Condylactis kerguelensis werd in 1879 voor het eerst wetenschappelijk beschreven door Studer. 